# Ел Мариачи
„Ел Мариачи“ (на английски: El Mariachi) е испаноезичен американски нео-Уестърн филм от 1992 г. и е първата част на сагата, която е озаглавена „Трилогията на Мексико“ на Робърт Родригес. Филмът отбелязва пълнометражния дебют на Родригес като сценарист и режисьор. Главната роля се изпълнява от Карлос Гаярдо, който е продуцент на филма.